# Tournoi d'ouverture du championnat du Honduras de football 2006
Navigation
Saison précédente Saison suivante
Le Tournoi Apertura 2006 est le dix-huitième tournoi saisonnier disputé au Honduras.
C'est cependant la 49e fois que le titre de champion du Honduras est remis en jeu.
Lors de ce tournoi, le CD Olimpia a tenté de conserver son titre de champion du Honduras face aux neuf meilleurs clubs honduriens.
Chacun des dix clubs participant était confronté deux fois aux neuf autres équipes. Puis les quatre meilleures se sont affrontées lors d'une phase finale à la fin du tournoi.
Seulement une place était qualificative pour la dernière édition de la Copa Interclubes UNCAF.

## Les 10 clubs participants
| \| Hispano FC Broncos UNAH CD Marathon Real España CD Motagua CD Olimpia CD Motagua CD Olimpia Atlético Olanchano CD Platense CD Marathon Real España CD Victoria CD Vida CD Victoria CD Vida \| Localisation des clubs. |
| Hispano FC Broncos UNAH CD Marathon Real España CD Motagua CD Olimpia CD Motagua CD Olimpia Atlético Olanchano CD Platense CD Marathon Real España CD Victoria CD Vida CD Victoria CD Vida                               |

| Club                    | Stade                        | Capacité | Ville          |
| Hispano FC (en)         | Stade Carlos Miranda         | 10 000   | Comayagua      |
| Broncos UNAH            | Stade Fausto Flores Lagos    | 5 000    | Choluteca      |
| CD Marathon             | Stade Yankel Rosenthal       | 15 000   | San Pedro Sula |
| CD Motagua              | Stade Tiburcio Carias Andino | 35 000   | Tegucigalpa    |
| CD Olimpia              | Stade Tiburcio Carias Andino | 35 000   | Tegucigalpa    |
| Atlético Olanchano (en) | Stade Rubén Guifarro         | 5 000    | Catacamas      |
| CD Platense             | Stade Excelsior              | 10 000   | Puerto Cortés  |
| Real España             | Stade Francisco Morazán      | 20 000   | San Pedro Sula |
| CD Victoria             | Stade Nilmo Edwards          | 25 000   | La Ceiba       |
| CD Vida                 | Stade Nilmo Edwards          | 25 000   | La Ceiba       |

## Compétition
Le tournoi Apertura s'est déroulé de la même façon que les tournois saisonniers précédents, en deux phases :
- La phase de qualification : les dix-huit journées de championnat.
- La phase finale : les matchs aller-retour allant des demi-finales à la finale.

### Phase de qualification
Lors de la phase de qualification les dix équipes affrontent à deux reprises les neuf autres équipes selon un calendrier tiré aléatoirement.
Les quatre meilleures équipes sont qualifiées pour les demi-finales.
Le classement est établi sur le barème de points classique (victoire à 3 points, match nul à 1, défaite à 0).
Le départage final se fait selon les critères suivants :
- Le nombre de points.
- La différence de buts générale.
- La différence de buts particulière.
- Le nombre de buts marqué.

### Classement
| Rang | Équipe                      | Pts | J  | G  | N | P  | Bp | Bc | Diff |
| ---- | --------------------------- | --- | -- | -- | - | -- | -- | -- | ---- |
| 1    | CD Olimpia (T)              | 35  | 18 | 10 | 5 | 3  | 26 | 14 | +12  |
| 2    | CD Motagua                  | 31  | 18 | 9  | 4 | 5  | 27 | 22 | +5   |
| 3    | Hispano FC (en)             | 30  | 18 | 7  | 9 | 2  | 25 | 14 | +11  |
| 4    | CD Marathon                 | 30  | 18 | 8  | 6 | 4  | 30 | 20 | +10  |
| 5    | CD Platense                 | 29  | 18 | 7  | 8 | 3  | 32 | 29 | +3   |
| 6    | Atlético Olanchano (en) (P) | 23  | 18 | 6  | 5 | 7  | 24 | 25 | -1   |
| 7    | Real España                 | 21  | 18 | 5  | 6 | 7  | 18 | 20 | -2   |
| 8    | CD Victoria                 | 19  | 18 | 5  | 4 | 9  | 21 | 28 | -7   |
| 9    | Broncos UNAH                | 14  | 18 | 3  | 5 | 10 | 17 | 26 | -9   |
| 10   | CD Vida                     | 11  | 18 | 3  | 2 | 13 | 17 | 39 | -22  |

| Légende : Qualifications et relégations | Légende : Qualifications et relégations                  |
| --------------------------------------- | -------------------------------------------------------- |
|                                         | Qualifié pour les demi-finales                           |
|                                         | (T) : Tenant du titre (P) : Promu de la saison 2005-2006 |

#### Matchs
| Résultats (▼dom., ►ext.)                                   | His | Mar | Mot | Ola | Oli | Pla | Esp | Bro | Vic | Vid |
| Hispano FC (en)                                            |     | 2-0 | 0-0 | 0-0 | 0-2 | 0-0 | 2-1 | 3-1 | 5-0 | 3-1 |
| CD Marathon                                                | 1-1 |     | 4-0 | 0-1 | 2-3 | 4-1 | 0-0 | 2-1 | 2-2 | 1-0 |
| CD Motagua                                                 | 2-0 | 3-0 |     | 1-0 | 2-2 | 1-3 | 2-0 | 1-0 | 2-1 | 2-0 |
| Atlético Olanchano (en)                                    | 1-1 | 0-3 | 3-0 |     | 0-2 | 2-2 | 3-2 | 2-1 | 2-2 | 3-1 |
| CD Olimpia                                                 | 1-1 | 0-0 | 2-1 | 1-0 |     | 0-2 | 1-0 | 1-1 | 1-2 | 1-0 |
| CD Platense                                                | 2-2 | 2-2 | 2-1 | 2-2 | 0-3 |     | 3-2 | 4-3 | 1-0 | 3-1 |
| Real España                                                | 0-0 | 2-2 | 1-1 | 1-0 | 0-0 | 2-2 |     | 1-0 | 2-1 | 2-0 |
| Broncos UNAH                                               | 0-0 | 0-1 | 3-5 | 1-2 | 1-0 | 0-0 | 1-0 |     | 1-1 | 1-1 |
| CD Victoria                                                | 1-2 | 0-1 | 1-1 | 2-1 | 1-2 | 2-1 | 0-1 | 1-2 |     | 2-0 |
| CD Vida                                                    | 1-3 | 2-5 | 0-2 | 3-2 | 1-4 | 2-2 | 2-1 | 1-0 | 1-2 |     |
| - Victoire à domicile - Match nul - Victoire à l'extérieur |     |     |     |     |     |     |     |     |     |     |

### La Phase Finale
Les quatre équipes qualifiées sont réparties dans le tableau final d'après leur classement général, le deuxième affrontant le troisième et le premier affrontant le quatrième lors des demi-finales.
En cas d'égalité sur la somme des deux matchs des prolongations puis une séance de tirs au but ont éventuellement lieu.

#### Tableau
|  |                 |            |            |            |            |     |   |        |        |        |        |        |
|  | 1/2 finale      | 1/2 finale | 1/2 finale | 1/2 finale | 1/2 finale |     |   | Finale | Finale | Finale | Finale | Finale |
|  |                 |            |            |            |            |     |   |        |        |        |        |        |
|  |                 |            |            |            |            |     |   |        |        |        |        |        |
|  | CD Olimpia      | (1)        | 1          | 2          |            |     |   |        |        |        |        |        |
|  | CD Olimpia      | (1)        | 1          | 2          |            |     |   |        |        |        |        |        |
|  | CD Marathon     | (4)        | 2          | 0          |            |     |   |        |        |        |        |        |
|  | CD Marathon     | (4)        | 2          | 0          | CD Olimpia | (1) | 1 | 1      |        |        |        |        |
|  |                 |            |            |            |            | (1) | 1 | 1      |        |        |        |        |
|  |                 |            | CD Motagua | (2)        | 1          | 3   |   |        |        |        |        |        |
|  | CD Motagua      | (2)        | CD Motagua | (2)        | 1          | 3   | 1 | 5      |        |        |        |        |
|  | CD Motagua      | (2)        |            |            |            |     | 1 | 5      |        |        |        |        |
|  | Hispano FC (en) | (3)        | 2          | 0          |            |     |   |        |        |        |        |        |
|  | Hispano FC (en) | (3)        | 2          | 0          |            |     |   |        |        |        |        |        |

#### Demi-finales
| Club       | Aller | Retour | Club            | Commentaire |
| CD Olimpia | 1-2   | 2-0    | CD Marathon     |             |
| CD Motagua | 1-2   | 5-0    | Hispano FC (en) |             |

#### Finale
| Match aller      | CD Motagua           | 1:1   | CD Olimpia           | Stade Tiburcio Carias Andino                    |                                                 |
| 10 décembre 2006 | Víctor Bernárdez 13e | (1:1) | Wílmer Velásquez 11e | Spectateurs : 32 055 Arbitrage : Ricardo Zelaya | Spectateurs : 32 055 Arbitrage : Ricardo Zelaya |

| Match retour     | CD Olimpia          | 1:3   | CD Motagua                                                              | Stade Tiburcio Carias Andino                   |                                                |
| 17 décembre 2006 | Maynor Figueroa 21e | (1:1) | Víctor Bernárdez 40e · Jocimar Nascimento 56e · Luis Ernesto Guzmán 90e | Spectateurs : 38 256 Arbitrage : Mario Moncada | Spectateurs : 38 256 Arbitrage : Mario Moncada |

## Bilan du tournoi
| Tableau d'Honneur     |            |
| Compétition           | Vainqueur  |
| Tournoi Apertura 2006 | CD Motagua |

| Qualifications continentales 2007-2008 |            |
| Copa Interclubes UNCAF                 | Qualifiés  |
| Premier tour (en)                      | CD Motagua |

## Statistiques

### Buteurs
| Rang | Nom                     | Équipe      | Buts |
| 1    | Carlo Costly            | CD Platense | 10   |
| 2    | Wílmer Velásquez        | CD Olimpia  | 9    |
| 2    | Walter Martinez         | CD Marathon | 9    |
| 4    | Emil Martínez           | CD Marathon | 8    |
| 4    | Jairo Martínez          | CD Motagua  | 8    |
| 4    | Pedro Aparecido Santana | CD Motagua  | 8    |
| 7    | Wilson Palacios         | CD Olimpia  | 7    |
| 7    | Hector Flores           | CD Victoria | 7    |